# Michael Schmidt (Fußballspieler, 1962)
Michael Schmidt (* 6. August 1962 in West-Berlin) ist ein ehemaliger deutscher Fußballspieler.

## Sportliche Laufbahn
Michael Schmidt spielte bis 1982 beim Amateur-Oberligisten SC Charlottenburg und wurde dann vom Hamburger SV verpflichtet. Dort zählte er zum Kader der Meistermannschaft der Saison 1982/83. Schmidt galt als hoffnungsvolles Talent, schaffte aber den Durchbruch nicht. Die Konkurrenz der etablierten Spieler war zu groß, sodass er es jeweils nur auf einen Erstliga- und einen DFB-Pokaleinsatz für die Norddeutschen brachte.
1983 verließ Schmidt den HSV und ging zu Blau-Weiß 90 Berlin. Mit den Berlinern schaffte er im Spieljahr 1983/84 den Aufstieg in die 2. Bundesliga. 1986 gelang es dem Team sogar, in die 1. Bundesliga aufzusteigen, jedoch konnte sich die Mannschaft dort nur eine Saison halten. Michael Schmidt blieb bis zum Zweitligaabstieg 1991/92 und Lizenzentzug bei Blau-Weiß 90 Berlin.
Im Anschluss wechselte dann für eine Saison zum BSV Stahl Brandenburg in die damals drittklassige NOFV-Amateur-Oberliga und beendete Ende der 1990er-Jahre seine aktive Laufbahn im höherklassigen Fußball bei den Reinickendorfer Füchsen.

## Erfolge
- 1983 Deutscher Meister (Hamburger SV)
- 1983 Sieger Europapokal der Landesmeister (Hamburger SV)
- 1984 Aufstieg mit Blau-Weiß 90 Berlin in die 2. Bundesliga
- 1986 Aufstieg mit Blau-Weiß 90 Berlin in die 1. Bundesliga